# 이고르 마르케비치

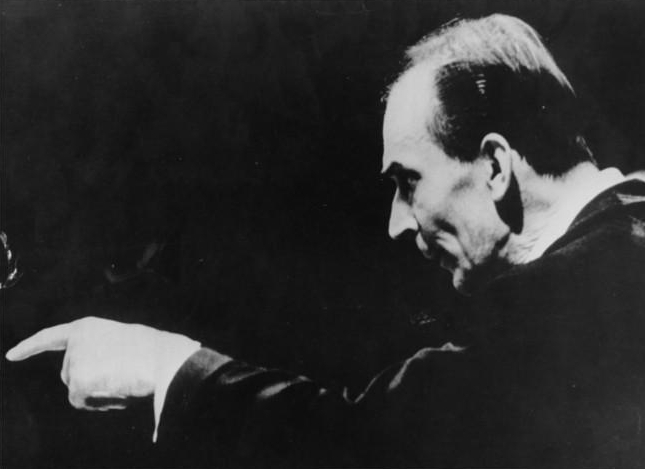

이고르 보리소비치 마르케비치(러시아어: Игорь Борисович Маркевич, 1912년 7월 27일 ~ 1983년 3월 7일)는 우크라이나의 작곡가이자 저명한 지휘자이다. 키에프 태생으로 파리에서 배웠다. 젊은 시절에는 피아노와 작곡에도 재능을 보여주었으며, 18세 때 지휘자로서 데뷔하였다. 그 후 이탈리아에서 활약했으나, 2차대전 후에는 유럽 각지에서 널리 활약했으며, 1959년에는 파리의 라무르 관현악단의 지휘자가 되었다. 역동적인 연주를 하는 지휘자이다.